# Đường sắt Talyllyn
Đường sắt Talyllyn (tiếng Wales: Rheilffordd Talyllyn) là một đường sắt khổ hẹp được bảo tồn tại Wales có chiều dài 7,25 dặm (11,67 km) từ Tywyn Trên bờ biển Mid-Wales đến ga Nant Gwernol gần làng Abergynolwyn. Tuyến đường sắt này được mở vào năm 1865 để vận chuyển đá phiến từ các mỏ đá ở Bryn Eglwys tới Tywyn và là tuyến đường sắt hẹp đầu tiên được Anh Quốc ủy quyền bởi Đạo luật Quốc hội để vận chuyển hành khách bằng bằng đầu máy hơi nước. Mặc dù đầu tư quá thấp, tuyến này vẫn mở, và năm 1951nó trở thành tuyến đường sắt đầu tiên trên thế giới được các tình nguyện viên bảo tồn như một tuyến đường sắt di sản.
Kể từ khi được bảo tồn, tuyến đường sắt này đã hoạt động như một điểm thu hút khách du lịch, được bán đi bán lại qua tay nhiều chủ và được đầu tư mở rộng  độ dài đường ray và bổ sung các toa tàu mới. Năm 1976, mở rộng mở dọc theo đường dây khoáng sản cũ từ Abergynolwyn đến ga mới tại Nant Gwernol. Năm 2001, tổ chức bảo tồn kỷ niệm 50 năm ngày thành lập, và năm 2005 xây dựng lại và mở rộng lại bến tàu Tywyn Wharf, bao gồm một cơ sở rộng mở rộng cho Bảo tàng Đường hầm đường hẹp.
Tuyến đường sắt Skarloey hư cấu, là một phần của The Railway Series của các cuốn sách dành cho trẻ em bởi The Rev. W. Awdry, đã dựa trên tuyến đường sắt Talyllyn. Việc bảo tồn tuyến đường sắt đã truyền cảm hứng cho phim của Ealing Comedy tựa The Titfield Thunderbolt.